# ...Baby One More Time (canção)
"...Baby One More Time" é uma canção da artista musical estadunidense Britney Spears, contida em seu álbum de estreia de mesmo nome (1999). Foi composta por Max Martin, que também a produziu juntamente a Rami. Em junho de 1997, enquanto Spears negociava com o empresário Lou Pearlman a sua entrada no grupo feminino Innosense, sua mãe pediu a opinião do advogado de entretenimento e amigo da família Larry Rudolph e enviou-lhe uma fita demo de Spears cantando uma canção de Whitney Houston em um karaokê. Rudolph decidiu entregá-la para gravadoras, e enviou-a juntamente a uma fita demo de uma faixa não usada por Toni Braxton. A Jive acabou interessando-se e indicou o produtor Eric Foster White para trabalhar com ela. Depois de ouvir o material gravado, a gravadora contratou Spears em um acordo que envolvia diversos álbuns. Ela viajou para a Suécia para trabalhar com outros produtores, incluindo Martin, que mostrou-lhe uma faixa chamada "Hit Me Baby One More Time", que havia sido originalmente escrita para o grupo feminino TLC, que a rejeitou. Spears gravou o tema em 1998 nos Cheiron Studios, em Estocolmo, Suécia. 
A faixa foi lançada pela Jive como o single de estreia da carreira de Spears em 30 de setembro de 1998, enviando-a para estações de rádio estadunidenses mainstream em 23 de outubro seguinte. Mais tarde, foi comercializada nos formatos de CD single, disco de vinil e fita cassete. Musicalmente, "...Baby One More Time" é uma canção derivada do teen pop e o dance-pop. O seu arranjo musical é formado por vocais, baixo elétrico, baixo e guitarra. A letra trata de uma garota que arrepende-se de ter terminado a relação com seu ex-namorado, e que agora quer retomar o relacionamento. Entretanto, suas letras causaram controvérsia nos Estados Unidos, com críticos dizendo que haviam supostas conotações sadomasoquistas e sexualmente sugestivas. A cantora disse que qualquer garota poderia relacionar-se com a letra da canção.
"...Baby One More Time" recebeu análises geralmente positivas da mídia especializada, a qual prezou sua composição, seu som e sua produção. Consequentemente, foi listada como uma das 500 melhores canções de todos os tempos pela revista Rolling Stone e qualificada pelo canal VH1 como a segunda melhor canção dos anos 1990. A obra conquistou uma indicação a Melhor Performance Feminina Pop nos Grammy Awards de 2000. Comercialmente, obteve um desempenho exitoso, culminando nas tabelas da maioria dos países em que entrou, como Alemanha, Austrália, Bélgica, Canadá, Dinamarca, Estados Unidos, Nova Zelândia e Reino Unido. Nos Estados Unidos, tornou-se o primeiro single da cantora a liderar a Billboard Hot 100, onde permaneceu por duas semanas consecutivas. Mundialmente, comercializou mais de dez milhões de unidades, sendo um dos singles mais vendidos de todos os tempos.
O vídeo musical correspondente foi filmado em agosto de 1998 e dirigido por Nigel Dick. A trama retrata Spears como uma estudante de um colégio católico, que começa a sonhar que está dançando e cantando na escola enquanto observa seu interesse amoroso à distância. O trabalho foi posteriormente referenciado no vídeo musical de "If U Seek Amy" onze anos depois, tendo sido selecionado como o 30.º melhor vídeo de todos os tempos em compilação feita pela Rolling Stone. Na época de seu lançamento, a artista apresentou-a em diversas premiações, como Billboard Music Awards e MTV Video Music Awards. Posteriormente, ela a incluiu no repertório de todas as suas turnês, bem como no concerto residencial Britney: Piece of Me (2013-15). "...Baby One More Time" foi regravada por diversos artistas, como o elenco da série Glee e o cantor britânico Ed Sheeran. A faixa é fortemente creditada por iniciar a imagem de Spears como um ícone da cultura pop em âmbito internacional e mudar o curso da música pop nos anos seguintes.

## Antecedentes e lançamento
"Eu estava no estúdio há seis meses, ouvindo e gravando material, mas eu ainda não tinha ouvido um sucesso. Quando eu comecei a trabalhar com Max Martin na Suécia, ele tocou a demo de 'Baby One More Time' para mim, e eu sabia desde o começo que era uma daquelas músicas que você quer ouvir de novo e de novo. Ela parecia ótima. Eu estava no estúdio e a fiz do meu próprio jeito, tentando dar para ela um pouco mais de atitude do que a versão demo. Em 10 dias, eu não conheci nada da Suécia. [Pois] nós estávamos muito ocupados".

—Spears falando sobre a sua sensação ao ouvir a faixa-título.
Em junho de 1997, Spears estava negociando a sua entrada no grupo feminino de música pop Innosense com o empresário Lou Pearlman. Sua mãe, Lynne pediu a opinião do amigo da família e advogado de entretenimento Larry Rudolph e enviou-lhe uma fita demo de Spears cantando uma canção de Whitney Houston em um karaokê, além de algumas fotos. Rudolph decidiu enviá-la a gravadoras e, para isso, precisava de uma fita demo profissional. Ele entregou à Spears uma música não usada por Toni Braxton; ela ensaiou por uma semana e gravou seus vocais em um estúdio com um engenheiro de som. Spears viajou para Nova Iorque com a fita e encontrou-se com executivos de quatro gravadoras, retornando para a sua casa em Kentwood no mesmo dia. Três delas a rejeitaram, porque o público queria bandas pop como Backstreet Boys e Spice Girls, e que "não haveria outra Madonna, outra Debbie Gibson ou outra Tiffany". Duas semanas depois, executivos da Jive Records retornaram as ligações de Rudolph. Jeff Fenster, vice-presidente sênior de A&R da gravadora, disse: "É muito raro ouvir alguém com aquela idade que pudesse mostrar conteúdo emocional e apelo comercial. (...) Para qualquer artista, a motivação — o 'olho do tigre' — é extremamente importante. E Britney tinha". Eles sugeriram que ela trabalhasse com o produtor Eric Foster White por um mês, que poderia transformar seu alcance vocal de "inferior e menos pop" para "distinta e inconfundível".
Depois de ouvir o material gravado por White, o presidente da Jive Clive, Calder ordenou um álbum completo. Entre os profissionais escolhidos para trabalhar com a cantora, estava Max Martin que mostrou à Spears e sua gestão uma faixa intitulada "Hit Me Baby One More Time", que havia sido originalmente escrita para o grupo feminino TLC, o qual acabou rejeitando-a. Ele ofereceu a faixa a elas porque foi inspirado pelo sucesso de seu single "Baby Baby Baby" (1992) e pensaram que "Hit Me Baby One More Time" combinaria com seu tom e estilo. Mais tarde, a componente do grupo, T-Boz, explicou a recusa à MTV: "Eu fiquei tipo, gosto da música, mas acho que será um sucesso? Eu acho que tem haver com o TLC? Não vou cantar 'me golpeie, querido'. Sem desrespeito a Britney. Ficou legal com ela. Mas eu ia dizer 'me golpeie, querido, mais uma vez'? De jeito nenhum!". A obra também chegou a ser oferecida ao grupo Backstreet Boys, assim como para a cantora sueca Robyn, mas eles também se opuseram a gravá-la. Spears, no entanto, declarou que sentiu-se animada quando a ouviu, e que sabia que seria um sucesso. O executivo A&R da Jive, Steven Lunt revelou: "Nós da Jive dissemos: 'isso é um estouro'"; contudo, outros executivos disseram que o termo "hit me" incitaria a violência doméstica, o que fez com que a composição fosse renomeada para "...Baby One More Time". O motivo dessa confusão foi porque Martin e Yacoub tinham uma incompreensão de gíria estadunidense ao fazer a música e acreditavam que "hit me" significava "chamar".
Em sua autobiografia Sweet Revenge, o empresário Simon Cowell, futuro colega de banca de Spears na versão estadunidense do reality show The X Factor, revelou ter pedido para que Martin desse a obra — naquele ponto já entregue a cantora — para a banda britânica Five, empresariada por ele. Ao saber do nome da intérprete que gravaria a faixa, Cowell respondeu: "Max, deixe-me dar um conselho. Ninguém vai fazer sucesso com um nome chamado Britney Spears: Bem, eu vou te mandar uma Mercedes – literalmente uma Mercedes 500 SL se eu puder ter essa música. E ele disse: 'Não. Eu prometi a outra pessoa'". "…Baby One More Time" foi lançada como o single de estreia da carreira da intérprete em 30 de setembro de 1998, quando ela estava apenas com dezesseis anos. Em 23 de outubro do mesmo ano, foi enviada para estações de rádio estadunidenses mainstream.

## Gravação e composição
Spears viajou aos estúdios Cheiron Studios em Estocolmo, Suécia, onde gravou "…Baby One More Time" entre março e abril de 1998. A obra foi produzida por Max Martin e Rami Yacoub e composta somente pelo primeiro. A ideia para sua criação surgiu quando Martin acordou no meio da noite, com o refrão "Me golpeie, querido, mais uma vez" latente em sua mente. Tropeçando para fora da cama, ele começou a cantá-la em seu ditafone. Em uma entrevista, o profissional detalhou: "Lembro-me de ouvir [a fita] depois que [a música] explodiu e você pode me ouvir dizer: "Bata em mim, baby, mais uma vez", então eu me ouço responder: 'Sim, é ótimo". Em entrevista para a revista Rolling Stone, Spears discutiu sobre o processo de gravação do tema, dizendo que na noite anterior à sessão, passou ouvindo "Tainted Love", do Soft Cell, que serviu-lhe de modelo para a tom que ela buscava imprimir em sua interpretação, e assim preferiu não descansar; "Eu queria que minha voz estivesse meio enferrujada. Eu queria que minha voz fosse capaz de acompanhar a faixa. Então, na noite anterior, fiquei acordada tardiamente, então, quando entrei no estúdio, não estava descansada. Quando cantei, eu estava descontraída e tranquila – foi muito legal. Você sabe, como soa baixo o registro mais grave – soa muito sensual. Então, continuei dizendo a mim mesma: 'Britney, não descanse'". Ela também revelou que "não se saiu nada bem no primeiro dia de estúdio [gravando a música], eu estava muito nervosa. Então saí naquela noite e me diverti um pouco. No dia seguinte eu estava completamente relaxada e acertei precisamente. Você tem que estar relaxado para cantar '...Baby One More Time'".
Com duração de três minutos e trinta segundos (3:30), "…Baby One More Time" é musicalmente derivada dos gêneros teen pop e dance-pop. Inicia-se com um motivo de três notas graves ao piano, cuja abertura foi comparada com a de outras faixas, como "We Will Rock You" da banda Queen, "Start Me Up" do grupo The Rolling Stones e a música-tema do filme Jaws (1977) devido ao fato de ambas fazerem "sua presença ser conhecida em exatamente um segundo". A instrumentação da obra é formada por vocais, baixo elétrico, baixo e guitarra, todos tocados por Thomas Lindberg e Johan Carlberg; a revista Blender opinou que o número é formado por "linhas de guitarras wah-wah e sons de máquinas de eletrocardiograma". De acordo com a partitura publicada no portal Musicnotes.com pela Alfred Music Publishing, o tema é composta na chave de dó menor e definido na assinatura de tempo comum, com um ritmo moderado de 93 batidas por minuto. O  vocal da artista alcança duas oitavas e abrange-se entre as notas de mi ♭ maior3 e sol maior5.
O teor da letra de "...Baby One More Time" é romântico. Em resumo, narra a história de uma menina que se separou do namorado e agora busca uma reconciliação. A maneira como o tema é tratado revela certa submissão: "Eu não deveria ter deixado você ir/ E agora você está fora de vista; Minha solidão está me matando (e eu)/ Eu devo confessar que eu ainda acredito / Quando eu não estou com você, perco a cabeça; A razão do meu viver é você/ Garoto você me cegou". Nele, ela afirma que seria capaz de fazer tudo por um homem, seu ex-namorado. Em seu livro Girl Culture: Studying girl culture : a readers' guide (2008), as autoras Claudia Mitchell e Jacqueline Reid-Walsh notaram que as letras da canção "gesticulam ao redor [de Spears] desejando o retorno de um ex-namorado". A vocalista comentou que "…Baby One More Time" é uma canção com a qual "todas as garotas podem se relacionar. Ela o perdoa. Ela o quer de volta". As letras, contudo, causaram controvérsia nos Estados Unidos, pois a linha; "Me golpeie, querido, mais uma vez" teria supostas conotações sadomasoquistas. Como resposta, Spears disse que o verso "não significa me bater fisicamente mais uma vez. [...] Basicamente, significa apenas me dar um sinal. Eu acho engraçado o fato de as pessoas acharem que significa isso". No livro  Porn generation: how social liberalism is corrupting our future (2005), o escritor Ben Shapiro descreveu as letras da canção como "sugestivas", mais especificamente nas linhas "Oh baby, baby / Você é razão pela qual eu respiro / Garoto, você me cegou / Meu gatinho / Não há nada que eu não faria" e "Quando eu não estou com você, perco a cabeça / Me dê um sinal / Me golpeie, querido, mais uma vez".

## Recepção

### Crítica profissional

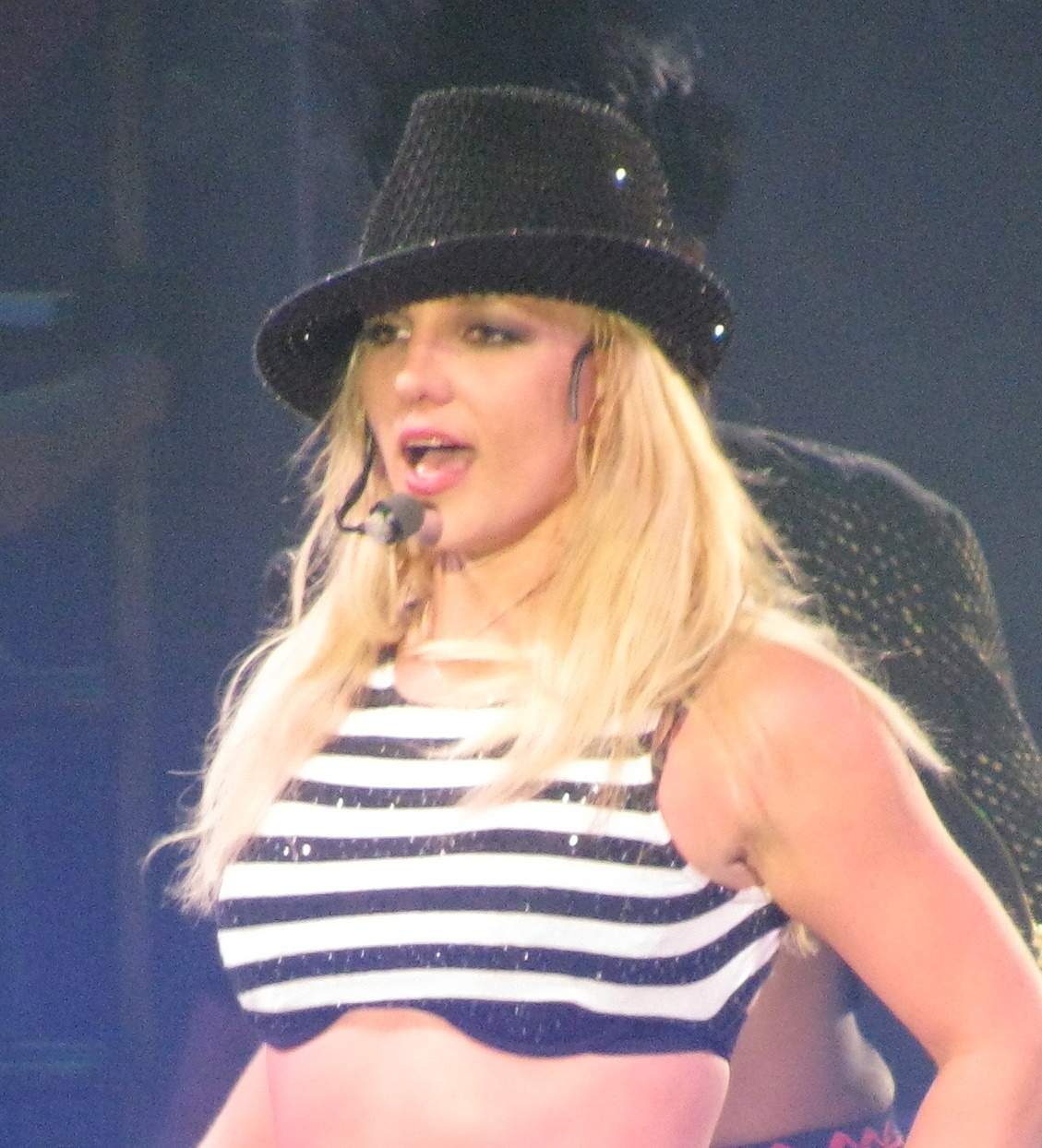
Spears cantando "…Baby One More Time" em sua turnê The Circus Starring Britney Spears (2009).

Marc Oxoby, autor de The 1990s (2003), notou que a canção "foi ridicularizada como insossa por alguns críticos, porém agradou o mesmo tipo de público a quem a música das Spice Girls apelou — jovens adolescentes e pré-adolescentes". Amanda Murray, da Sputnikmusic, comentou que "['…Baby One More Time' é] bem composta, estreitamente arranjada, e mesmo com as limitações vocais de Spears, vai direto para o jugular pop proverbial". Ela também disse que a música era um destaque no gênero pop e acrescentou: "Há poucas dúvidas de que '…Baby One More Time' será lembrada por muito tempo como um dos pilares da música pop em geral, e é uma forte pré-candidata como o protótipo para a ressurgência do pop no final dos anos 1990". Bill Lamb, do portal About.com, considerou-a a melhor faixa de Spears e escreveu que ela "é cheia de ganchos e um grande som pop mainstream. O vídeo de estudante que o acompanha causou sensação e, quando o single alcançou o primeiro lugar, Britney teve o estrelato garantido". Em uma lista compilada por Sara Anderson, da AOL Radio, a obra foi escolhida como a sexta melhor da carreira da artista. Ela observou que a cantora "de alguma forma tornou moda novamente a roupa de colegial e os laços de cabelo com pompom rosa, usados por todos os adolescentes nos anos seguintes".
Beth Johnson, da publicação Entertainment Weekly, chamou "…Baby One More Time" de "um pop doce estrondoso com um toque funk", enquanto Stephen Thomas Erlewine, da página Allmusic, disse que a música era "engenhosa" e a considerou um dos destaques do álbum. Barry Walters, da revista Rolling Stone, a comparou com os primeiros sucessos de Samantha Fox, declarando que a canção "efetivamente [transforma] esta ex-Mouseketeer nascida em uma pequena cidade da Lousiana em um delinquente rosnar de dínamo". Brian Raftery, da Blender, adjetivou a faixa de "uma música pop perfeitamente boa e espertamente concebida. [...] Na época, o pop adolescente ainda era um clube de garotos, mas enquanto os caras cantavam sobre paixões, Spears já estava planejando a festa do pijama". A NME considerou o tema "incrível", com um editor comentando: "É uma sinfonia de luxúria adolescente tão plenamente realizada quanto qualquer coisa que Brian Wilson já escreveu — uma canção pop verdadeiramente grandiosa que supera qualquer tendência pedofilia presente em Lolita através da pura seriedade de sua entrega".

### Reconhecimento
"…Baby One More Time" foi classificada por Bill Lamb, do portal About.com, em primeiro lugar entre as 40 melhores músicas pop de todos os tempos. Ao compilar os 100 maiores singles de estreia da história, a revista Rolling Stone o ranqueou na mesma posição, considerando-a "uma declaração divisiva que traçou uma linha entre o passado e o futuro" e "mudou o som do pop para sempre: É Britney, vadia. Nada nunca mais foi igual". Em sua lista das 500 melhores canções de sempre, a mesma publicação a posicionou em 205º lugar, com a editora Karl Sandberg a descrevendo como "a música que apresentou ao mundo a artista pop feminina mais influente desde Madonna". Em 2000, a Rolling Stone e a MTV a colocaram no número vinte e cinco entre as maiores canções do gênero desde 1963. No catálogo com as 500 as melhores músicas desde que você nasceu, elaborado pela revista Blender, "…Baby One More Time" foi a segunda mais bem posicionada. De igual forma, foi eleita a segunda melhor canção dos anos 1990 pelo VH1. Em uma lista realizada em 2003, o mesmo canal colocou a faixa no vigésimo oitavo lugar entre as 100 melhores dos últimos vinte e cinco anos. Spears nomeou a obra como uma das canções favoritas de sua carreira, citando "Toxic" e "He About to Lose Me" como as outras duas.
Seu vídeo musical foi eleito o terceiro mais influente na história do pop em uma enquete realizada pelo site Jam!. Em abril de 2005, a rede britânica televisiva ITV exibiu uma série chamada Hit Me, Baby, One More Time, apresentada por Vernon Kay; Atração consistia em colocar artistas, que tiveram seu momento de fama na década de 1980, para competir uns contra os outros, onde teriam que tocar seus sucessos antigos e faixas populares da época. Os favoritos eram escolhidos por votação do público. A versão americana do programa foi exibida pela NBC no final daquele mesmo ano, também  apresentado por Kay. Em 2012, a The Official Charts Company realizou uma pesquisa, em parceria com a ITV, para descobrir qual era a faixa favorita de todos os tempos na opinião do público, e "…Baby One More Time" foi a sexta com maior número de votos.

### Prêmios e indicações
"…Baby One More Time" venceu o prêmio de Melhor Canção nos MTV Europe Music Awards de 1999, recebendo uma indicação a Single do Ano por Artista Feminina nos Billboard Music Awards. Nos Teen Choice Awards do mesmo período, obteve o troféu de Escolha de Single Musical. A obra ainda rendeu a Spears sua primeira nomeação aos Grammy Awards. Durante a 42.ª edição do evento, o tema concorreu na categoria de Melhor Performance Feminina Pop, mas perdeu para "I Will Remember You (Live)", de Sarah McLachlan. Nos Indonesia Music Choice Awards de 2000, a faixa foi laureada a Melhor Canção Pop, enquanto nos APRA Music Awards concorreu sem êxito a Trabalho Estrangeiro Mais Executado.

## Vídeo musical

### Desenvolvimento

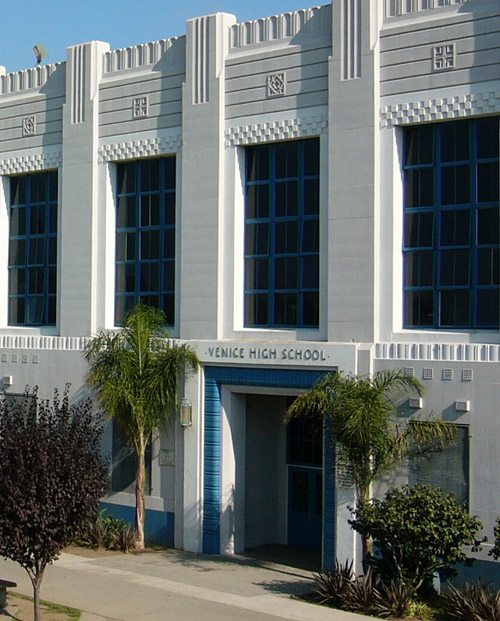
Vista externa do Venice High School, onde o vídeo musical foi gravado.

O vídeo musical de "...Baby One More Time" foi filmado entre os dias 6 e 8 de agosto de 1998 sob a direção de Nigel Dick. Após ser selecionado para a função, Dick recebeu críticas de seus colegas sobre querer trabalhar com Spears. Ele respondeu dizendo: "É uma música boa. Eu não sei nada sobre Britney. Nunca assisti The Mickey Mouse Club. Ela parece uma garota legal e é bastante entusiasmada, mas eu só gosto da canção. É apenas uma canção boa". A versão original do projeto era totalmente diferente do produto final. O plano era ter o vídeo em um ambiente como os de desenhos animados, em uma provável tentativa de atrair a audiência de crianças. Spears, no entanto, não ficou satisfeita com o conceito e argumentou que queria que o vídeo refletisse as vidas de seus fãs e retratá-lo em uma escola. Em uma entrevista à Rolling Stone, a intérprete explicou: "Eles tiveram uma ideia de vídeo realmente bizarra, algo em animação do tipo Power Ranger. Eu disse: 'Isso não está certo. Se vocês querem que eu chegue a crianças de 4 anos, tudo bem, mas se vocês querem que eu alcance minha faixa etária então terá que ser diferente. 'Então eu tive essa ideia de que estávamos na escola entediados". Ela apresentou sua ideia para o diretor, e explicou que queria cenas de dança. Assim, o conceito original foi descartado e substituído pelo idealizado pela cantora. De acordo com Dick, ele foi informado da alteração pela equipe da artista e, em uma entrevista, detalhou como reagiu: "E eles disseram: 'Bem, Britney teve uma ideia. Fale com ela por telefone. Nesse ponto, fiquei um pouco perplexo, porque você acaba pensando: 'Oh, agora vou receber ordens de uma garota de 16 anos, é isso que todos vocês estão dizendo?' Mas o que percebi foi que eu era inglês, ela era americana. Ela era a faixa etária para a qual estávamos tentando atingir com o vídeo".
A ideia original de Dick para o figurino era ter jeans e uma camiseta, mas durante a escolha das peças, Spears decidiu mudá-las para uma roupa colegial. Cada peça usada no vídeo foram compradas na loja de descontos Kmart, e nenhum item custou mais do que 17 dólares. Fator que o diretor atribuiu como "parte de seu charme". A cantora recordou que o design da camisa amarrotada foi uma ideia sua, comentando: "Os figurinos soavam um pouco nerds, então eu disse a elas, 'Vamos amarrar nossas camisetas e sermos bonitas". No entanto, havia preocupações sobre isso nos bastidores, com Dick sendo persuadido pela intérprete a seguir a ideia, sua produtora e uma mulher que trabalhava no departamento de figurino, que "viram uma versão completamente inocente disso". Ele insistiu: "Nós certamente não entramos lá e dissemos, tudo bem, vamos amplificar e tornar mais sensual [...] Eu fui muito criticado por isso. Mas eu mantive o que fizemos. Era quem ela era na época". Sobre a experiência de filmar seu primeiro vídeo musical, a intérprete disse mais tarde: "Foi uma experiência maravilhosa. Todas aquelas pessoas lá, trabalhando para você. Eu tinha o meu próprio trailer. Foi uma experiência incrível". O trabalho foi filmado na Venice High School, a mesma escolha usada para as gravações do filme Grease (1978), e lançado em novembro de 1998.

### Sinopse

Capturas em ecrã de quatro momentos do vídeo musical de "…Baby One More Time". Na primeira e quarta imagens, Spears é vista dançando na parte interior de uma escola católica. O segundo e terceiro quadro a mostra do lado de fora do recinto, dançando com roupas esportivas.

O vídeo de "…Baby One More Time" começa com Spears sendo vista aparentemente entediada na sala de aula de uma escola católica, batendo o pé na carteira e batucando um lápis incessantemente, esperando para que o sinal de saída toque. Sua assistente, Felicia Culotta interpretou o papel de sua professora. O tic-tac do relógio está em destaque, como se ela mal pudesse esperar para que o sinal batesse e a turma fosse liberada. A cantora interpreta uma típica colegial, vestindo uma saia de cor preta até a altura dos joelhos, camisa branca e casaco cinza. As tranças no cabelo e presilhas rosa dão um ar mais infantil e ingênuo ao visual. Quando o sinal bate e a aula finalmente termina, Spears sorri e sai de sala com as amigas, todas com as roupas um pouco mudadas: as camisetas brancas são amarradas para cima, deixando as barrigas à mostra, enquanto alguns alunos estão arrumando seus armários. Em seguida, ela vai para o lado de fora da escola, agora vestido um uniforme esportivo de cor rosa.
A acadêmica Priscila Biancovilli, autora do artigo It's Britney bitch: O Poder da Mídia na Construção e Destruição de Celebridades, notou que esta transformação "cria uma dicotomia na imagem da cantora: se em um primeiro momento ela se apresenta como a menina ingênua de um colégio tradicional, em seguida surge mais sexualizada, dançando e mirando o espectador de forma levemente sensual, em algumas oportunidades". Juntamente com alunos dançando e conversando com ela, ela realiza uma série de danças de ginástica antes de ir para dentro do ginásio. Durante essas cenas, o vídeo intercala com breve aparecimentos da intérprete em um carro cantando o refrão da música. Após isso, ela vai para as arquibancadas do ginásio assistir a um jogo de basquete e gira uma bola.
Durante essas cenas, seu interesse amoroso é revelado perto dela, interpretado pelo seu primo na vida real, Chad Cole. Após isso, Spears começa sua dança final, e quando a música está prestes a acabar, aparece a sua professora e alguns alunos vão para a sala. Quando finalmente a música acaba, o sinal toca e todos vão para a sala. Após isso, o vídeo volta para a sala com uma cena parecida com a cena inicial, dando a impressão ao espectador que tudo era apenas um sonho da artista. O vídeo possui também uma versão diferente, em que aparece apenas os ensaios da sequência em que Spears está fazendo ginástica nos arredores da escola. Essa versão pode ser encontrada na compilação lançada em 2004, Greatest Hits: My Prerogative (DVD). Essa versão também está disponível no YouTube com o nome de "...Baby One More Time (Alternative Version)".

### Recepção
A roupa de colegial é considerada um dos figurinos mais icônicos de Spears e também uma das marcas da cultura pop. Está em exposição no Hard Rock Hotel and Casino em Las Vegas, Nevada. A peça causou polêmica entre associações de pais por mostrar a barriga de uma jovem de dezesseis anos. Spears comentou sobre as críticas: "Eu mostrando o meu umbigo? Eu sou do sul [dos Estados Unidos]; você está sendo idiota se não usar um sutiã esportivo [quando for] para a aula de dança, você vai suar muito". O vídeo de "…Baby One More Time" rendeu para a cantora suas primeiras indicações aos MTV Video Music Awards, na edição de 1999 do evento, sendo nomeado para Melhor Vídeo de Pop, Melhor Vídeo Feminino e Melhor Coreografia; acabou por perder em todas, respectivamente, para "Livin' La Vida Loca", de Ricky Martin, "Doo Wop (That Thing)", de Lauryn Hill, e "Praise You", de Fatboy Slim. Em uma lista elaborada pelo VH1 em 2001, a gravação foi selecionada como a 90.ª melhor de todos os tempos. Este foi o primeiro de catorze vídeos da artista a ser retirado do Total Request Live, da MTV. No último episódio da atração, foi escolhido como o vídeo mais icônico de todos os tempos e foi o último a ser apresentado no programa.
Escrevendo a matéria "Inside the Box" para a revista n+1, Wesley Yang comparou o vídeo com o de "Girlschool", de Britny Fox, por apresentar "uma sala de aula cheia de estudantes católicas girando ao som da batida desafiando uma professora severa. [...] Mas aquele foi o vídeo sexista de uma horrível banda de metal, que explorou as mulheres. O de Spears foi outra coisa — um ponto de inflexão na cultura". O trabalho foi referenciado na gravação audiovisual de "If U Seek Amy", lançada pela intérprete em 2009. Em uma das cenas finais, ela sai da casa vestida como uma dona de casa e sua filha está usando um figurino semelhante ao do vídeo de "…Baby One More Time", e caracterizada com fitas cor de rosa em seu cabelo. A produção foi considerada pelo AOL o quarto vídeo musical mais controverso de música pop em uma compilação elaborada em 2011. Em uma enquete feita pela Billboard, foi votado como o melhor da década de 1990. A Rolling Stone, posicionou "...Baby One More Time" na 30.ª colocação entre os 100 melhores videoclipes de todos os tempos, argumentando que "apresentou ao mundo Spears, de 16 anos, [a que] rapidamente se tornaria a princesa reinante do pop", bem como "uma série de figurinos mais icônicos da história da cultura pop dos anos noventa".

## Apresentações ao vivo

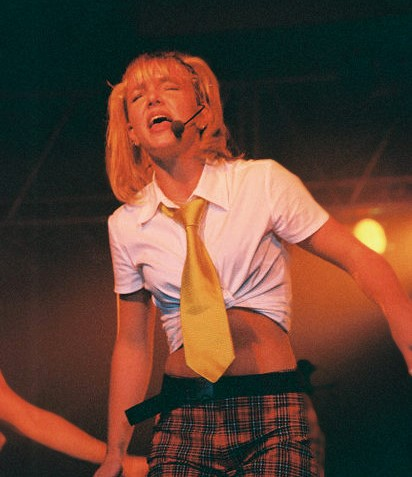
Spears apresentando "…Baby One More Time" durante a turnê Hair Zone Mall Tour (1999).

Spears apresentou "…Baby One More Time" em diversas ocasiões. Primeiramente, ela a incluiu no repertório de uma turnê promocional intitulada Hair Zone Mall Tour, realizada em 1998 em shoppings e praças de alimentação em cidades dos Estados Unidos e Canadá. Cada apresentação durou cerca de 30 minutos, e a cantora foi acompanhada por dois dançarinos no palco. No The Howie Mandel Show, ela apresentou-a acompanhada de quatro dançarinos, usando um figurino semelhante ao do vídeo musical. A cantora foi uma das atrações do festival Woodstock 99, apresentando-se no dia 6 de julho. Ela interpretou quatro faixas, cantando "…Baby One More Time" duas vezes. Neil Strauss, do The New York Times, notou que aqui "toda a base instrumental estava gravada, assim como boa parte dos vocais, com a senhorita Spears apenas reforçando palavras selecionadas em refrões e cantando um trecho ocasional de uma estrofe". Nos MTV Video Music Awards realizado naquele ano, a intérprete apresentou a faixa em uma performance com temática escolar, com um cenário semelhante a uma sala de aula. Depois que a chamada encerrou, ela apareceu no palco e interpretou a canção. No meio da apresentação, foi acompanhada pelos integrantes do grupo musical 'N Sync em uma rotina de dança. Pouco depois, eles cantaram "Tearin' Up My Heart". Ainda em 1999, Spears cantou a obra nos MTV Europe Music Awards e Billboard Music Awards, ambas em uma mistura com "(You Drive Me) Crazy"; na última, foi apresentada uma versão hip hop de ambas as canções, com a artista realizando uma pirueta no palco. Em duas matérias diferentes, a Billboard selecionou a performance como um dos momentos mais memoráveis de toda a premiação.
Na 42.ª edição dos Grammy Awards, ocorrida em 23 de fevereiro de 2000, Spears realizou a canção em uma mistura com "From the Bottom of My Broken Heart"; no início da performance, ela vestia uma camiseta e uma saia cheia de tule, enquanto seus dançarinos a rodeavam com enormes leques. Depois de cantar uma versão reduzida da canção, a intérprete levou alguns momentos para vestir uma roupa justa de strass vermelho (com recortes laterais) e subiu no palco para executá-la de forma completa. No entanto, ela foi criticada por fazer uso de sincronia labial durante a apresentação. Em 4 de setembro de 2003, ela deu voz ao tema, em uma mistura com "I'm a Slave 4 U" (2001), no NFL Kickoff realizado no National Mall, a performance também incluiu pirotecnia. Na apresentação, ela estava vestida com shorts de futebol preto, um top branco e preto e botas da Reebok. O figurino foi posteriormente doado para a instituição de caridade Fundação Britney Spears. Mais tarde, cantou a obra de forma remixada em Britney Spears: In the Zone, um concerto especial que foi ao ar na ABC em 17 de novembro de 2003.

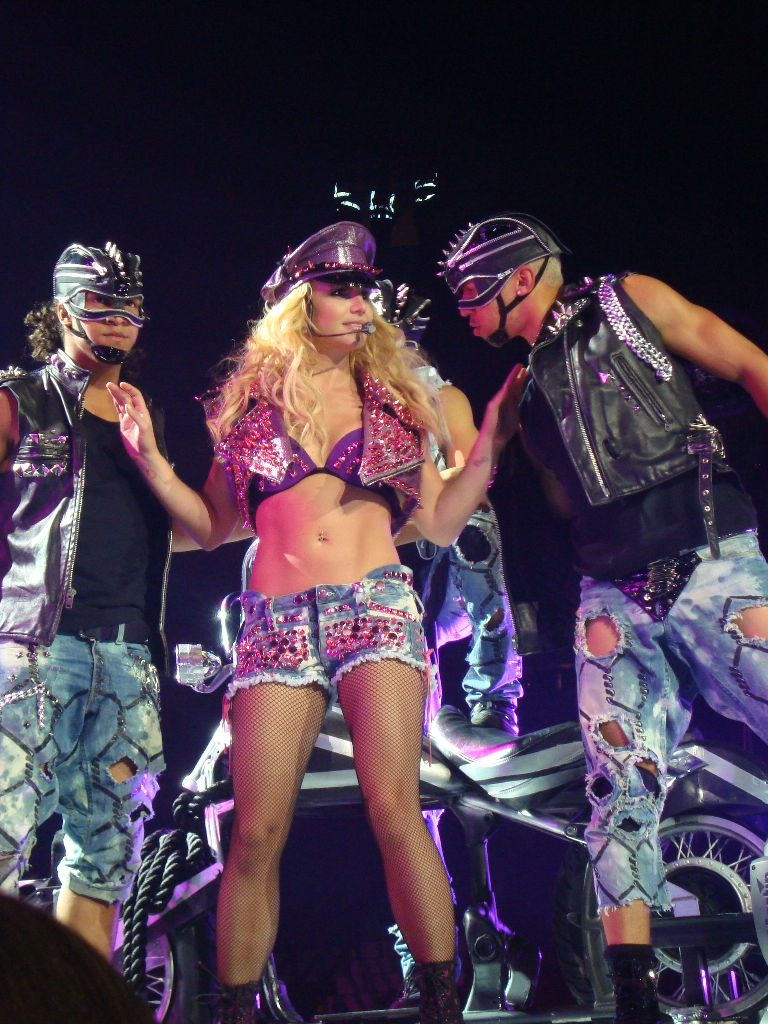
Spears ladeada de alguns de seus dançarinos enquanto canta "...Baby One More Time" durante a turnê Femme Fatale Tour, 2011

"…Baby One More Time" foi realizada em sete turnês de Spears desde o seu lançamento. Na primeira de sua carreira, a …Baby One More Time Tour (1999), o bis consistia em uma performance da canção, em que a intérprete usava um sutiã, uma minissaia xadrez cor de rosa com lantejoulas, e um par de meias pretas na altura das coxas. Durante a Oops!... I Did It Again World Tour (2000), o tema foi realizado após um interlúdio de dança em que os bailarinos mostravam movimentos individuais, enquanto seus nomes apareciam nos telões. Spears subia ao palco com uma roupa de colegial para executar a canção. Mais ou menos na metade, ela era acompanhada por dançarinos, também vestidos com uniformes escolares. A composição também foi adicionada ao bis da Dream Within a Dream Tour. A apresentação começava com uma gigante projeção de um holograma da intérprete em uma tela d'água. A projeção desaparecia devagar até que Spears subia ao palco usando um chapéu de cowboy, shorts azuis, e um top combinando. Ela iniciava a apresentação com uma versão da música em balada e movia-se lentamente em direção ao final do palco. Ao chegar, efeitos pirotécnicos eram exibidos e elementos techno dominavam o instrumental.
O tema foi posteriormente acrescentado ao repertório da The Onyx Hotel Tour (2004), após a realização de "Showdown", um interlúdio de vídeo seguia apresentando Spears e seus amigos fora de uma boate. Enquanto está indo embora, ela nota uma mulher vestida com trajes da década de 1930. Ao seguir caminhando, a mulher a pergunta se podia entrar no "Salão Místico". Em seguida, Spears surge no palco vestindo um espartilho para executar "…Baby One More Time", junto com "Ops!… I Did It Again" e "(You Drive Me) Crazy". Todas as três canções reaparecem retrabalhadas para incluir elementos de jazz e blues. O número foi incluído na turnê promocional feita em alguns locais, a The M+M's Tour (2007). Para executá-la, a intérprete usava botas brancas, uma minissaia branca e um biquíni rosa cintilante. Na The Circus Starring Britney Spears (2009), foi apresentada como a canção final do segmento Electro Circ. Aqui, a cantora e seus dançarinos realizavam uma versão remixada da mesma. Na Femme Fatale Tour (2011), "…Baby One More Time" foi executada em uma mistura com o remix da faixa "S&M", de Rihanna, na qual Spears também participa. A apresentação consistia na artista dando voz a "…Baby One More Time" sentada numa motocicleta, com seus dançarinos a ladeando em volta. Trajando uma malha preta, a musicista apresentou novamente a obra, em uma mistura com "Oops!...I Did It Again", em sua residência Britney: Piece of Me, no Planet Hollywood Resort & Casino em Las Vegas, Nevada, entre 2013 a 2017.

## Regravações e uso na mídia
Uma das primeiras reinterpretações de "…Baby One More Time" foi realizada pela banda escocesa Travis, durante um dos shows de sua turnê The Bay Tavern, em Robin Hood Bay, Reino Unido. A canção foi incluída no lançamento de seu single "Turn" (1999). O vocalista Francis Healey comentou: "No começo fizemos isso por diversão. [...] Mas quando tocamos, a ironia escapou das risadas. Era uma música muito sofisticada tecnicamente. Tem uma magia". O jornal britânico The Guardian considerou que esta versão mostrava um lado novo e "mais sombrio" da banda, já que "o conteúdo deveria parecer um pouco triste, mas é incrível o quão refinada a frase "Essa solidão está me matando / Bata em mim, baby, mais uma vez" soou". O portal PopWreckoning.com observou que "indiscutivelmente é a versão mais bem produzida do catalisador de Britney para a fama eterna". A própria Spears ouviu esta regravação enquanto fazia compras em um shopping e expressou: "Foi tão estranho. Mas gostei, achei legal. Possuí uma vibração muito diferente da que eu fiz". Uma releitura foi feita pelos músicos Ahmet Zappa e Dweezil Zappa, que pode ser encontrada na trilha sonora do filme Ready to Rumble (2000). A banda britânica Tem Masked Men incluiu uma versão de "…Baby One More Time" em seu álbum Return of the Ten Masked Men (2001). A trilha sonora do filme Freaky Friday apresenta uma regravação da canção feita pela banda Bowling for Soup. Eles comentaram sobre esta versão, dizendo que é "muito, muito obscura e muito rock [...] Não é uma daquelas coisas pop animadas que costumamos gravar". A dupla Doll Factory adicionaram uma interpretação da obra como faixa bônus em versões selecionadas do álbum Weightless (2003).
A composição foi reelaborada como um número de eurodance por Jayne Montgomery, do grupo Hi-NRG, em 2004. No filme de animação Robots (2005), "...Baby One More Time" pode ser ouvida, de forma proeminente, mas breve, durante a cena climática de luta; contundo, não foi adicionada ao álbum de trilha sonora da produção. Em julho de 2005, o grupo The Dresden Dolls tocou-a durante seus concertos de verão, enquanto abriam para o Panic! at the Disco. Em 18 de julho do ano seguinte, o vocalista deste último, Brendon Urie se juntou à The Dresden Dolls para executar a canção em Pittsburgh, Pensilvânia. O PopWreckoning.com escreveu que esta versão era "uma reviravolta estranha para essa canção pop. É obviamente mais sombria e realmente torturada, em oposição ao desespero colegial de Britney". Ainda em 2005, a banda Fountains of Wayne a reinterpretou e a incluiu em seu álbum de compilação Out-of-State Lates. Robert Christgau, do The Village Voice a descreveu como "uma linda canção que lembra os trabalhos anteriores de [Fountains of Wayne]". A cantora japonesa Shiori Takei deu voz ao tema para seu disco The Note of My Nineteen Years (2005). A banda Trombo Combo divulgou uma nova versão da faixa, a qual retrabalhou-a em estilo lounge music, podendo ser encontrada em seu álbum Trombo Combo: Swedish Sound Deluxe (2006).
Em 29 de novembro de 2008, no mesmo dia em que Spears apresentou-se com "Womanizer" no The X Factor, os participantes dessa série, membros do grupo musical JLS, realizaram uma versão de "…Baby One More Time", o que o jurado da competição, Simon Cowell, considerou ter ficado "péssima". Em 13 de julho de 2009, Tori Amos tocou a obra ao vivo em sua turnê Sinful Attraction Tour, no Teatro Paramount, em Oakland, Califórnia. Durante um concerto na Seton High School em Cincinnati, Ohio, em 15 de outubro do mesmo ano, Kris Allen executou a composição pela primeira vez. Esta versão recebeu críticas positivas da crítica especializada. A compilação Punk Goes Pop 2 apresenta uma regravação da canção feita pelo grupo August Burns Red. O cantor Christopher Dallman lançou um extended play (EP) intitulado Sad Britney (2009), em tributo à Spears, que inclui suas próprias versões de canções dela, incluindo "…Baby One More Time". No episódio "Britney/Brittany" (2010), da série musical Glee, dedicado a cantora, a personagem Rachel Berry, interpretada por Lea Michele, canta a canção usando roupas semelhantes às do videoclipe. Spears também faz uma participação especial, desempenhando o papel de professora, anteriormente interpretada por Cullota. Darren Criss, também do elenco de Glee, executou um mashup de "…Baby One More Time", com "Für Elise", para a organização de caridade The Trevor Project e a Fundação Elizabeth Glaser Pediatric AIDS, em dezembro de 2011.
A canção foi inclusa ao disco da trilha sonora da película Spring Breakers (2013), sendo interpretada pelas atrizes Selena Gomez, Vanessa Hudgens, Ashley Benson e Rachel Korine. A cantora sueca Tove Styrke re-lançou a obra em sua voz em 4 de julho de 2015. A banda Slothrust incluiu uma regravação do número como parte do seu EP Show Me How You Want It to Be (2017). Foi cantada pelo britânico Ed Sheeran nos estúdios do Spotify, em Nova Iorque em 9 de junho de 2017. Mais tarde, a versão do cantor foi liberada no referido serviço de streaming. Em 2018, foram divulgadas duas faixas contendo referências à "...Baby One More Time" em suas letras; "1999", de Charli XCX em dueto com Troye Sivan, e "2002", de Anne-Marie. A banda italiana Fleshgod Apocalypse prestou homenagem à música em seu single "No" (2017), interpolando ligeiramente as linhas do refrão e a melodia perto do final da faixa com os versos alterados. O tema também foi tocado no segundo episódio ("Baby Shower") da 4.ª temporada de Superstore, para marcar a cena de abertura do chá de bebê de um dos personagens principais da série. Além disso, pode ser ouvida no trailer do filme Hitman's Wife's Bodyguard em 2021. A atriz brasileira Giovanna Grigio e o ator mexicano Alejandro Puente a executaram em dueto para a série de televisão mexicana Rebelde (2022), da Netflix; esta versão foi disponibilizada na trilha sonora lançada pela Sony Music Mexico.

## Legado e impacto
"Um daqueles manifestos pop que anunciam um novo som, uma nova era, um novo século. Mas acima de tudo, uma nova estrela. [...] '...Baby One More Time' é um trovão apocalíptico em forma de música, com a produção de Max Martin [...]. Na grande tradição dos singles de estreia, foi uma declaração divisiva que traçou uma linha entre o passado e o futuro. [...] Com '...Baby One More Time', [Spears] mudou o som do pop para sempre".

—Rob Sheffield da Rolling Stone comentando sobre o impacto da música.
O sucesso de " ...Baby One More Time " projetou Spears para a fama global e ela tornou-se um ícone da cultura pop. A Rolling Stone considerou: "Inquestionavelmente uma das cantoras mais controversas e bem-sucedidas do século 21". O editor do Stereogum, Tom Breihan comentou que "...Baby One More Time" anunciou "Spears como uma figura geracional, uma estrela pop nata" e "ela cumpriu essa promessa". Barbara Ellen, do The Observer, relatou: "Spears é notoriamente uma das mais maduras adolescentes que já existiram. [...] Em termos de foco e determinação. Muitos jovens de 19 anos ainda nem começaram a trabalhar, ao passo que Britney, ex-Mouseketeer, era o mais incomum e volátil dos fenômenos americanos — uma criança com uma carreira em tempo integral. Enquanto outras meninas colocavam pôsteres em suas paredes, Britney queria ser o pôster na parede. Enquanto outras crianças se desenvolvem em seu próprio ritmo, Britney estava se desenvolvendo em um ritmo definido pela ferozmente competitiva indústria do entretenimento americana".
Marcus Collins, professor de marketing da Universidade de Michigan e autor do livro For the Culture, explicou que havia muitas "condições em jogo" preparadas para tornar Spears uma estrela com "...Baby One More Time"; "Foi em um momento em que o R&B e o rock eram os gêneros musicais dominantes; Ainda não tínhamos experimentado aquela sonoridade pop que veio de Spears, NSYNC, Backstreet Boys e similares. Então, quando a faixa chegou, parecia bastante distinto e, em muitos aspectos, perturbador". Ele acrescentou: "Sem mencionar que seu estilo era único, sua habilidade de dançar era única. Ela, como artista, criou o veículo perfeito pelo qual esses diferentes elementos em jogo criaram essa cacofonia nesta música que a tornaria maior do que teria sido se fosse realizado por outra pessoa". A estrategista de negócios Marva Bailer detalhou o apelo da cantora na época; "As pessoas estavam realmente procurando por uma voz feminina forte, e isso foi logo antes do Bug do milênio, e foi um grande sentimento positivo de uma mulher forte que na verdade era uma jovem que as pessoas seguiam desde o Mickey Mouse Club". A Billboard observou que a faixa apresentou uma temática lírica distinta ao das músicas populares na época", escrevendo; "Até então, as canções pop geralmente representavam um amor idealizado". Como explica a Esquire, "a maioria delas parecia apropriada para uma estação de rádio cristã. "...Baby One More Time", no entanto, não era convencional. Spears canta sobre como ela é a culpada por destruir seu relacionamento. Agora que ela percebeu seu erro, ela está implorando por outra chance".

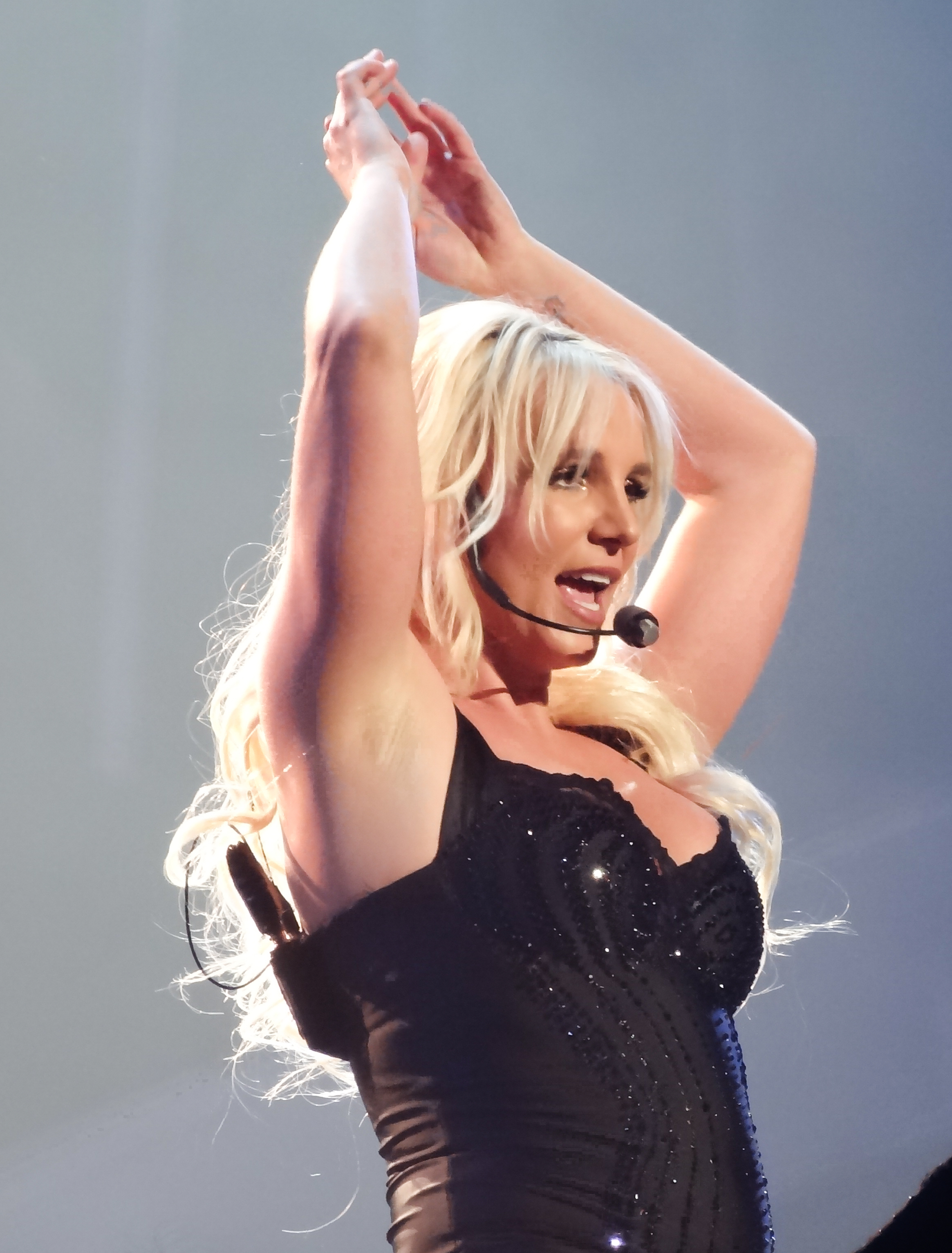
Spears cantando "...Baby One More Time" na Britney: Piece of Me (2013-16). Críticos notaram que a obra agiu como um ponto de mudança, trazendo à música pop dançante e uma nova abordagem lírica que não estavam em alta na música popular da época.

Para a Billboard, Spears redefiniu a forma como a música popular era percebida pelos adolescentes no fim dos anos 1990; "Em 1999, Britney não se sentia uma celebridade, mas a melhor amiga de uma garota, ou uma irmã mais velha [delas]. Talvez ela fosse o tipo de garota por quem teríamos uma queda, incapaz de imaginá-la tendo uma vida emocional própria, até que ouvimos uma música como "...Baby One More Time". Talvez para jovens queer em busca de referências, Madonna tenha sido uma para a geração passada; as Spice Girls eram ídolos, mas não exatamente realistas. Foi a primeira vez que a geração Y — qualquer pessoa entre 5 e 19 anos em 1998 —, realmente ouviu alguém articular um dos nossos sentimentos com tanta maturidade e ressonância emocional". Pensamento ecoado pelo jornal britânico The Economist, que notou; "Depois de uma década de rap, rave e rock alternativo, aqui estava algo que tocou direto no coração e na angústia emocional dos adolescentes, oferecido por uma jovem cantora acessível". Osmar Portilho, do portal brasileiro UOL, atribuiu a obra por ter aberto "portas para a ascensão de uma vertente mais dançante do pop, que, em 1998, era dominado por baladas nas vozes de potentes cantoras. Com Britney, "...Baby One More Time" mostrava uma possibilidade diferente ao gênero, com uma voz mais sussurrada e um tom que agradava aos adolescentes". Outra análise realizada pela Billboard constatou que o surgimento da artista, com "sua voz medida de forma única", ofereceu um contraponto "as baladas vocalmente acrobáticas" que dominavam a indústria musical da época. Assim como seu vídeo musical, que "diante de muitos dos vídeos questionáveis dos anos 90, que sexualizavam as mulheres em graus perturbadores, mostrou "Spears era uma estrela pop responsável por sua imagem, dando as ordens e misturando inocência e experiência como esperado em um único vídeo icônico. [...] Liderando o caminho no pop, '...Baby One More Time' foi apenas o primeiro single de uma estrela que não tem vergonha de expressar sua sexualidade. Vinte anos depois, ainda se destaca como um momento que abriu caminho para a vinda de inúmeros artistas".
Na opinião de Scott Plagenhoef, da Pitchfork: "Canções como "Smells Like Teen Spirit", de Nirvana, "Nuthin' But a 'G' Thang", de Dr. Dre e "…Baby One More Time" de Britney Spears, alteraram a paisagem da cultura pop tão rapidamente, em grande parte porque foram entregues a todos os cantos dos EUA simultaneamente pela MTV. [...] A capacidade da rede de colocar uma faixa e um artista no debate sobre música popular era incomparável na época, e no final da década que significou níveis absurdos de comprometimento financeiro e criativo com os videoclipes". Evan Sawdey, da página PopMatters, comentou que o conceito de Spears para o vídeo musical foi o único responsável por seu sucesso imediato, dizendo: "Como resultado, a cantora conseguiu um single em primeiro lugar, inadvertidamente começou o final da explosão do pop adolescente dos anos 90, e criou uma personalidade pública para si mesma que era ao mesmo tempo adequada para crianças e pura fantasia sexual masculina. Seus vídeos foram exibidos na MTV e no Disney Channel ao mesmo tempo, mostrando o quão bem Spears — e seu exército de relações-públicas —, conseguiram caminhar na linha tênue entre o ídolo da família e o descarado objeto sexual". De acordo com o Grammy Awards, o sucesso da canção ajudou a popularizar a produção de Martin, o que desenvolveu em diversos artistas o interesse pelo seu trabalho, e tornou a Suécia um local conhecido por conter uma rica produção musical. Resultando, mais tarde, no mesmo vindo a emplacar 25 músicas no topo da Billboard Hot 100 como um dos compositores. Spears foi creditada por ter começado inadvertidamente e aberto o caminho para a ascensão do pop adolescente entre o final da década de 1990 e início dos anos 2000; a mídia notou que artistas como Christina Aguilera, Jessica Simpson e Mandy Moore debutaram com sucesso após o êxito de " ...Baby One More Time" em estabelecer o estilo nas paradas musicais. Cada uma dessas quatro artistas já estava desenvolvendo material em 1998, mas o sucesso da canção serviu para apontar a direção para o trabalho de todas elas. Além das citadas, a ascensão de Spears, bem sua sonoridade e o estílo visual, serviu como uma "fórmula" de sucesso que tentou ser emulada por outras cantoras como Willa Ford, Vitamin C e Billie Piper, assim como a brasileira Kelly Key.

## Faixas e formatos
A distribuição de "…Baby One More Time" ocorreu em diferentes formatos e conteúdos. O lançamento inicial nos Estados Unidos contou com um CD single e um disco de vinil de 12 polegadas. Na Europa, mais tarde, foi liberado em CD single contendo a versão do álbum e o instrumental. De forma exclusiva para o mercado britânico, distribuiu-se dois modelos de CD single; um com a edição original e dois remixes da canção, acompanhados de um maxi single e, outro, com a versão original da obra, um remix e "Autumn Goodbye" como Lado B. Outro maxi single, que continha a versão original da obra, seu vídeo musical, remixes e seu instrumental foi comercializado em território australiano.
| Maxi single da Austrália |                                                  |         |  |
| N.º                      | Título                                           | Duração |  |
| 1.                       | "…Baby One More Time"                            | 3:32    |  |
| 2.                       | "…Baby One More Time" (versão instrumental)      | 3:32    |  |
| 3.                       | "Autumn Goodbye" (Lado B de …Baby One More Time) | 3:41    |  |
| 4.                       | "…Baby One More Time" (Davidson Ospina Club Mix) | 5:40    |  |
| 5.                       | "…Baby One More Time" (vídeo musical)            | 3:57    |  |
| Duração total:           | Duração total:                                   | 20:22   |  |

| CD single da Europa |                                             |         |  |
| N.º                 | Título                                      | Duração |  |
| 1.                  | "…Baby One More Time"                       | 3:32    |  |
| 2.                  | "…Baby One More Time" (versão instrumental) | 3:32    |  |
| Duração total:      | Duração total:                              | 7:04    |  |

| CD single e Maxi single limitados do Reino Unido |                                                    |         |  |
| N.º                                              | Título                                             | Duração |  |
| 1.                                               | "…Baby One More Time"                              | 3:32    |  |
| 2.                                               | "…Baby One More Time" (Sharp Platinum Vocal Remix) | 8:11    |  |
| 3.                                               | "…Baby One More Time" (Davidson Ospina Club Mix)   | 5:40    |  |
| Duração total:                                   | Duração total:                                     | 17:23   |  |

| CD single limitado do Reino Unido |                                                  |         |  |
| N.º                               | Título                                           | Duração |  |
| 1.                                | "…Baby One More Time"                            | 3:32    |  |
| 2.                                | "…Baby One More Time" (versão instrumental)      | 3:32    |  |
| 3.                                | "Autumn Goodbye" (Lado B de …Baby One More Time) | 3:41    |  |
| Duração total:                    | Duração total:                                   | 10:45   |  |

| CD single dos Estados Unidos |                                                    |         |  |
| N.º                          | Título                                             | Duração |  |
| 1.                           | "…Baby One More Time"                              | 3:32    |  |
| 2.                           | "Autumn Goodbye" (Lado B de …Baby One More Time)   | 3:41    |  |
| 3.                           | "…Baby One More Time" (making-of do vídeo musical) | 2:28    |  |
| Duração total:               | Duração total:                                     | 11:41   |  |

| Vinil de 12 polegadas dos Estados Unidos — Lado A |                                                        |         |  |
| N.º                                               | Título                                                 | Duração |  |
| 1.                                                | "…Baby One More Time" (Davidson Ospina Club Mix)       | 5:40    |  |
| 2.                                                | "…Baby One More Time" (Davidson Ospina Chronicles Dub) | 6:30    |  |
| 3.                                                | "…Baby One More Time"                                  | 3:32    |  |
| Duração total:                                    | Duração total:                                         | 15:42   |  |

| Vinil de 12 polegadas dos Estados Unidos — Lado B |                                                    |         |  |
| N.º                                               | Título                                             | Duração |  |
| 1.                                                | "…Baby One More Time" (Sharp Platinum Vocal Remix) | 8:11    |  |
| 2.                                                | "…Baby One More Time" (Sharp Trade Dub)            | 6:50    |  |
| Duração total:                                    | Duração total:                                     | 15:01   |  |

## Créditos
Lista-se abaixo todos os profissionais envolvidos na elaboração de "…Baby One More Time" e "Autumn Goodbye", de acordo com o encarte do CD single:
| "...Baby One More Time" - Britney Spears; vocais, vocais de apoio - Denniz Pop; produtor - Max Martin; compositor, produtor, mixagem de áudio, vocais de apoio - Rami Yacoub; compositor, produtor - Nana Hedin; vocais de fundo - Thomas Lindberg; guitarra - Johan Carlberg; baixo - Tom Coyne; masterização | Autumn Goodbye - Britney Spears; vocais, vocais de apoio - Eric Foster White; compositor, produtor, mixagem de áudio, todos os instrumentos - Nikki Gregoroff; vocais de fundo - Tom Coyne; masterização |

## Desempenho comercial
"...Baby One More Time" foi igualmente bem recebido no campo comercial; globalmente, com mais de 10 milhões de unidades adquiridas, sagrou-se como um dos singles mais vendidos de todos os tempos. Nos Estados Unidos, estreou na décima sétima ocupação da Billboard Hot 100 em 21 de novembro de 1998. Após dois meses, em 6 de fevereiro de 1999, moveu-se para o primeiro lugar, substituindo "Have You Ever?", de Brandy. A canção permaneceu no posto durante duas semanas consecutivas, sendo substituída por "Angel of Mine", de Monica, em 13 do mesmo mês. Esteve presente no gráfico por 32 semanas, e terminou em quinto lugar na contagem das músicas com melhor desempenho naquele ano. Também alcançou a posição máxima no Hot 100 Singles Sales por quatro semanas seguidas. Embora não tão forte quanto suas vendas, "...Baby One More Time" experimentou um nível considerável de reproduções nas estações de rádio, o que o fez posicionar-se entre as dez primeiras ocupações do Radio Songs, Rhythmic Top 40, ocupando, ainda, a liderança por cinco semanas no Pop Songs. Em 1999, a faixa e o álbum de estúdio de mesmo nome, fizeram de sua intérprete a quinta artista feminina a assumir o comando dos gráficos Billboard Hot 100 e Billboard 200 — os mais importantes dos Estados Unidos —, simultaneamente. Foi agraciado com cinco certificados de platina pela Recording Industry Association of America (RIAA), denotando vendas de mais de cinco milhões de cópias no território. No entanto, de acordo com a Nielsen SoundScan, o tema acumulava vendas legais de 1 milhão e 412 mil cópias físicas e 511 mil downloads digitais, até junho de 2012.
Durante a semana de 4 de janeiro de 1999, "...Baby One More Time" estreou na 66.ª posição da tabela canadense de singles publicada pela RPM. Após semanas nas dez primeiras colocações, alcançou o topo da lista na semana de 8 de fevereiro. Manteve-se na posição por uma edição e fechou como a 19.ª faixa de maior sucesso naquele ano no país. Na Oceania, debutou na vigésima ocupação da tabela da Austrália em 31 de janeiro de 1999, subindo em sua quarta semana na parada para a posição máxima, onde esteve por nove atualizações consecutivas. Acumulou dezessete semanas seguidas nas dez primeiras ocupações e recebeu uma certificação de platina tripla pela Australian Recording Industry Association (ARIA) devido às vendas de mais de 210 mil exemplares. Semelhantemente, na Nova Zelândia o tema entrou em 14 de fevereiro de 1999 na nona posição, subindo na edição seguinte para a liderança, posto na qual constou por quatro semanas. Com uma estadia de quinze semanas nos dez primeiros postos, "...Baby One More Time" mantém-se como a cancão de maior sucesso da cantora na parada neozelandesa até o momento. Mais tarde, a Recording Industry Association of New Zealand (RIANZ) reconheceu às 10 mil unidades comercializadas com certificado de ouro.
Na britânica UK Singles Chart, converteu-se no primeiro tema número um da carreira da artista, ao estrear diretamente no posto em 27 de fevereiro de 1999. Veio a continuar no comando por duas edições e na parada por vinte e duas semanas. Tal sucesso alcançado fez com que "...Baby One More Time" aparecesse na primeira ocupação na lista das canções mais exitosas do ano de 1999 no Reino Unido. Recebeu um certificado de platina pela British Phonographic Industry (BPI) e, em suma, segundo a empresa a The Official Charts Company, a faixa comercializou 2 milhões de réplicas, tornando-se a 32.ª mais adquirida de todos os tempos no país. Além disso, é a quinta canção de uma artista feminina com maior número de vendas por lá, atrás de "Believe" (1999), de Cher, "I Will Always Love You" (1992), de Whitney Houston, "Someone like You" (2011), de Adele e "My Heart Will Go On" (1998), de Céline Dion. Esteve em primeiro lugar na Alemanha por seis edições seguidas, onde constou na tabela por vinte e duas semanas e se tornou, até agora, a música de maior sucesso da artista na região. Em território francês, entrou em 27 de março de 1999 na sexta posição, subindo para a primeira em sua quinta edição no gráfico, onde permaneceu por duas semanas. Ao redor da Europa, conseguiu atingir o cume das tabelas de vários países como Bélgica, Áustria, Dinamarca, Finlândia, e Irlanda; consequentemente, a faixa assumiu o comando por dez atualizações consecutivas do European Hot 100 Singles, com 32 semanas de permanência nesta, o recorde mais longo, até então, de um lançamento da artista.
| País — Tabela musical (1998–99)     | Posição de pico |
| ----------------------------------- | --------------- |
| Alemanha (GfK Entertainment Charts) | 1               |
| Austrália (ARIA Charts)             | 1               |
| Áustria (Ö3 Austria Top 40)         | 1               |
| Bélgica (Ultratop 50 de Flandres)   | 1               |
| Bélgica (Ultratop 40 de Valônia)    | 1               |
| Canadá (RPM Adult Contemporary)     | 4               |
| Canadá (RPM Dance/Urban)            | 2               |
| Canadá (RPM Single Chart)           | 1               |
| Dinamarca (Hitlisten)               | 1               |
| El Salvador (El Siglo de Torreón)   | 1               |
| Escandinávia (Music & Media)        | 2               |
| Escócia (OCC)                       | 1               |
| Estados Unidos (Adult Top 40)       | 25              |
| Estados Unidos (Billboard 100)      | 1               |
| Estados Unidos (Pop Songs)          | 1               |
| Estados Unidos (Radio Songs)        | 8               |
| Estados Unidos (Rhythmic Songs)     | 10              |
| Europa (European Hot 100 Singles)   | 1               |
| Finlândia (IFPI Finlândia)          | 1               |
| França (SNEP)                       | 1               |
| França (Music & Media)              | 1               |
| Grécia (IFPI Grécia)                | 1               |
| Honduras (El Siglo de Torreón)      | 4               |
| Hungria (MAHASZ)                    | 4               |
| Hungria (Rádiós Top 40)             | 1               |
| Irlanda (IRMA)                      | 1               |
| Islândia (Íslenski Listinn Topp 40) | 1               |
| Itália (Musica e dischi)            | 1               |
| Noruega (VG-lista)                  | 1               |
| Nova Zelândia (Recorded Music NZ)   | 1               |
| Países Baixos (Dutch Top 40)        | 1               |
| Países Baixos (Single Top 100)      | 1               |
| Polônia (Music & Media)             | 9               |
| Reino Unido (UK Singles Chart)      | 1               |
| Suécia (Sverigetopplistan)          | 1               |
| Suíça (Schweizer Hitparade)         | 1               |

| País — Tabela musical (1990–99)    | Posição |
| ---------------------------------- | ------- |
| Áustria (Ö3 Austria Top 40)        | 59      |
| Bélgica (Ultratop 50 de Flandres)  | 28      |
| Canadá (Nielsen SoundScan)         | 75      |
| Estados Unidos (Billboard Hot 100) | 78      |
| Países Baixos (Dutch Top 40)       | 13      |
| Reino Unido (UK Singles Chart)     | 8       |

| País — Tabela musical (1990–99) | Posição |
| ------------------------------- | ------- |
| Estados Unidos (Pop Songs)      | 25      |

| País — Tabela musical (1999)        | Posição |
| ----------------------------------- | ------- |
| Alemanha (GfK Entertainment Charts) | 3       |
| Austrália (ARIA Charts)             | 2       |
| Áustria (Ö3 Austria Top 40)         | 3       |
| Bélgica (Ultratop 50 de Flandres)   | 1       |
| Bélgica (Ultratop 40 de Valônia)    | 1       |
| Canadá (RPM Adult Contemporary)     | 39      |
| Canadá (RPM Dance/Urban)            | 21      |
| Canadá (RPM Single Chart)           | 19      |
| Estados Unidos (Adult Top 40)       | 60      |
| Estados Unidos (Billboard Hot 100)  | 5       |
| Estados Unidos (Pop Songs)          | 3       |
| Estados Unidos (Rhythmic Songs)     | 34      |
| Europa (European Hot 100 Singles)   | 2       |
| França (SNEP)                       | 7       |
| Nova Zelândia (Recorded Music NZ)   | 12      |
| Países Baixos (Dutch Top 40)        | 3       |
| Países Baixos (Single Top 100)      | 3       |
| Reino Unido (UK Singles Chart)      | 1       |
| Romênia (Romanian Top 100)          | 2       |
| Suécia (Sverigetopplistan)          | 8       |
| Suíça (Schweizer Hitparade)         | 3       |

| Região | Certificação | Vendas     |
| --- | ------------ | ---------- |
| Alemanha (BVMI) | 3× Platina   | 1 500 000^ |
| Austrália (ARIA) | 3x Platina   | 210 000^   |
| Áustria (IFPI Áustria) | Platina      | 50 000*    |
| Bélgica (BEA) | 3x Platina   | 150 000*   |
| Dinamarca (IFPI Dinamarca) | Ouro         | 45 000‡    |
| Estados Unidos (RIAA) | 5× Platina   | 5 000 000‡ |
| França (SNEP) | Platina      | 500 000*   |
| Itália (FIMI) | Ouro         | 25 000‡    |
| Nova Zelândia (RIANZ) | Platina      | 10 000*    |
| Países Baixos (NVPI) | Platina      | 75 000^    |
| Portugal (AFP) | Platina      | 40 000*    |
| Reino Unido (BPI) | 4× Platina   | 2 400 000  |
| Suécia (IFPI Suécia) | Platina      | 30 000^    |
| Suíça (IFPI Suíça) | Platina      | 50 000^    |
| Resumos |              |            |
| Mundo | —            | 10 000 000 |
| *números de vendas baseados somente na certificação ^distribuições baseadas apenas na certificação ‡vendas+valores de streaming baseados somente na certificação |              |            |

## Histórico de lançamento
| País           | Data                    | Formato                                        | Gravadora         | Ref.    |
| -------------- | ----------------------- | ---------------------------------------------- | ----------------- | ------- |
| Estados Unidos | 29 de setembro de 1998  | Rádios mainstream e rhythmic contemporary      | Jive              | [ 9 ]   |
| Estados Unidos | 23 de outubro de 1998   | Vinil de doze polegadas cassete CD maxi single | Jive              | [ 228 ] |
| Austrália      | 11 de janeiro de 1999   | Maxi single                                    | Festival Mushroom | [ 139 ] |
| França         | 8 de fevereiro de 1999  | Maxi single                                    | Jive              | [ 229 ] |
| Alemanha       | 15 de fevereiro de 1999 | Maxi single                                    | BMG               | [ 230 ] |
| Reino Unido    | 15 de fevereiro de 1999 | Cassete maxi single                            | Jive              | [ 231 ] |
| Reino Unido    | 22 de fevereiro de 1999 | Maxi single limitado                           | Jive              | [ 232 ] |
| França         | 23 de março de 1999     | CD                                             | Jive              | [ 233 ] |